# Arthur Chitz
Arthur Chitz, född 5 september 1882 och död 1944, var en tjeckisk musikforskare, dirigent och pedagog.
Chitz var från 1918 kapellmästare vid statsteatern i Dresden. Chitz skrev studier över Beethovens tidigare alster och komponerade musik till ett flertal sceniska verk.